# Roots Manuva
Roots Manuva (né Rodney Hylton Smith en 1972) est un rappeur britannique de Stockwell, dans le sud de Londres.

## Biographie

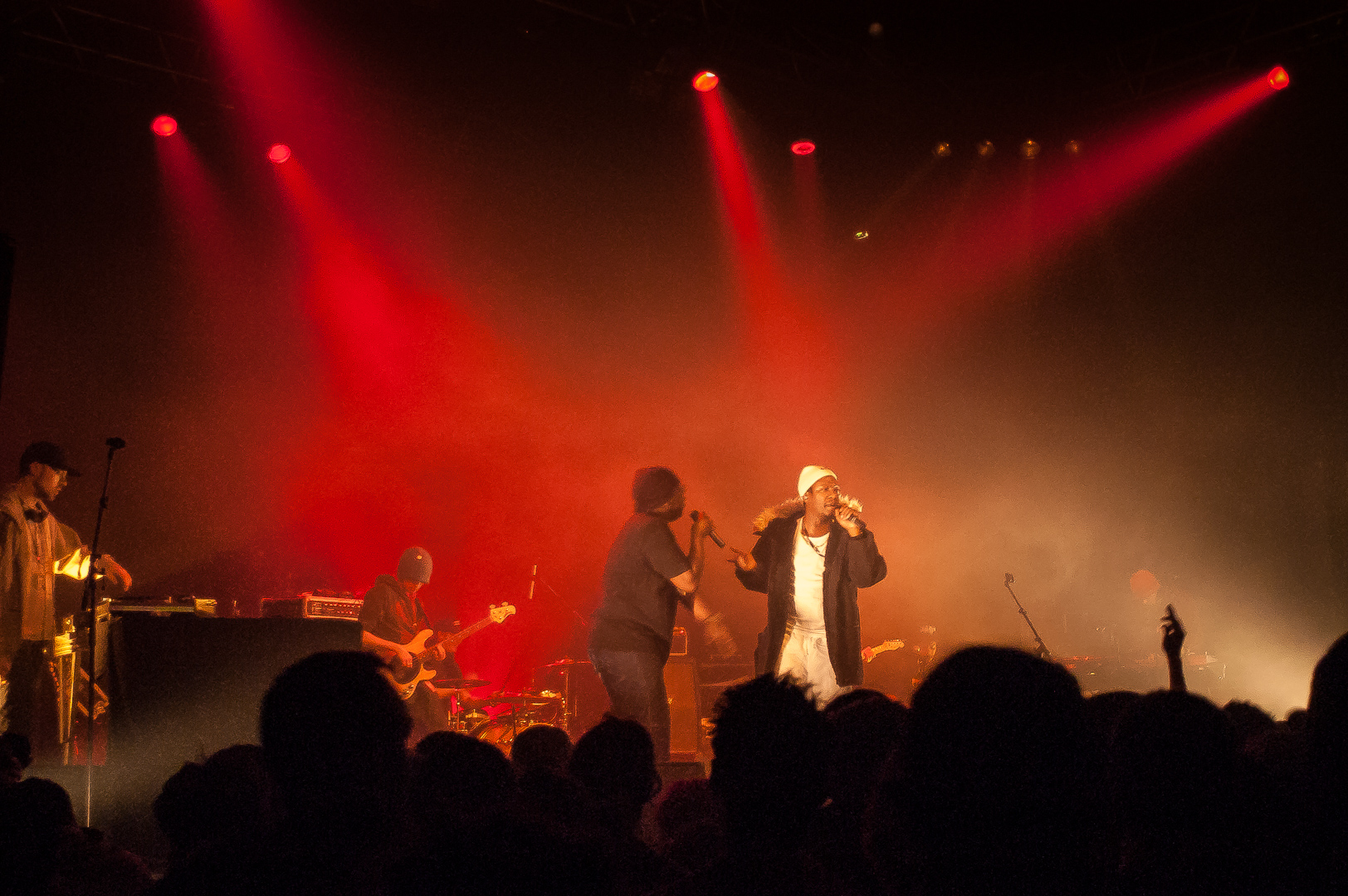
Roots Manuva, Lyon 2005

Il est actuellement signé sur le label Big Dada, la partie hip-hop de Ninja Tune. Jamaïcain d'origine, fils d'une famille d'origine jamaïcaine très religieuse (il devait écouter de la musique en cachette), il produit un son  hip-hop proche du Dub, du ragga et du reggae.
Il apparait en tant que chanteur sur quelques titres du groupe de nu jazz The Cinematic Orchestra notamment All Things To All Men.
Il est fondateur de son propre label : "Banana Klan Records".

## Discographie
- 1999 : "Brand new second hand"[2].
- 2001 : "Run Come Save Me"
- 2002 : "Dub come save me" (version dub de l'album de 2001 + inédits et raretés)
- 2005 : "Awfully Deep" puis  le maxi "Awfully De/Ep"
- 2006 : "Alternately Deep" (remix)
- 2008 : "Slime and reason" son troisième album (hors albums remix).
- 2008 : "Live At Sepherds Bush Empire 18th October 2008"
- 2010 : "Roots Manuva Meets Wrongtom – Duppy Writer"
- 2011 : "4everevolution"
- 2015 : "Bleeds"

## Apparitions
- 1995 « Next Type of Motion » (première version) sur le label Sound of Money.
- 1996 "Skitz" « Where My Mind Is At/Blessed Be The Manner.
- 1998 "Starlight" sur l'album "Very mercenary" de The Herbaliser
- 1999 "Dusted" sur l'album "Rhythm and Stealth" de Leftfield.
- 2002 "All Things To All Men" sur l'album Everyday de The Cinematic Orchestra.
- 2002 "Hey yo my man" sur le maxi du Saïan Supa Crew, Da Stand Out EP
- 2003 "GDMFSOB (UNKLE Uncensored Remix )" sur "Mashin' On The Motorway - A DJ Shadow Remix collection"
- 2005 "All Alone" sur l'album Demon Days de Gorillaz
- 2005 "Lord, Lord" sur l'album "Take London" de The Herbaliser
- 2009 "Buff Nuff" sur le Troisième Coup de Massue de Leeroy (ex-membre du Saïan Supa Crew)
- 2009 "NY to Tokyo" sur l'album Fluorescent Black de Antipop Consortium
- 2016 "Dead Editors" sur l'EP de Massive Attack
- 2018 ''Blaze Away'' sur l'album Blaze Away de Morcheeba